# Ogeu-les-Bains
Ogeu-les-Bains (en béarnais Augéu) est une commune française située dans le département des Pyrénées-Atlantiques, en région Nouvelle-Aquitaine. Le village d’Ogeu-les-Bains dépend de l'arrondissement d'Oloron-Sainte-Marie et du canton d'Oloron-Sainte-Marie-Est.
Le gentilé est Ogeulois et Ogeuloise.

## Géographie

### Localisation
La commune d'Ogeu-les-Bains se trouve dans le département des Pyrénées-Atlantiques, en région Nouvelle-Aquitaine.
La commune d'Ogeu-les-Bains s'étend sur 23,7 km2, elle est située à moins de 4 km du parc national des Pyrénées. La commune, qui fait partie du massif des Pyrénées, est dans un couloir d'alluvions menant à Oloron. De nombreuses forêts entourent le village, notamment le bois du Bager.
Elle se situe à 25 km par la route de Pau, préfecture du département, et à 12 km d'Oloron-Sainte-Marie, sous-préfecture.
Les communes les plus proches sont : 
Buziet (2,5 km), Herrère (3,7 km), Buzy (4,0 km), Lasseubetat (4,6 km), Escou (4,7 km), Escout (6,0 km), Bescat (6,8 km), Eysus (6,8 km).
Sur le plan historique et culturel, Ogeu-les-Bains fait partie de la province du Béarn, qui fut également un État et qui présente une unité historique et culturelle à laquelle s’oppose une diversité frappante de paysages au relief tourmenté.

### Communes limitrophes
Les communes limitrophes sont  Buziet, Escou, Herrère, Lasseubetat, Lasseube et Oloron-Sainte-Marie.
| Escou   | Lasseube            | Lasseubetat |
| Herrère | Ogeu-les-Bains      | Buziet      |
|         | Oloron-Sainte-Marie |             |

### Paysages et relief
À l'entrée du village, se trouve un site volcanologique, le site géologique de Courrèges, qui présente un affleurement de roches basaltiques et de magnifiques pillow-lavas ou laves en coussins.

### Hydrographie

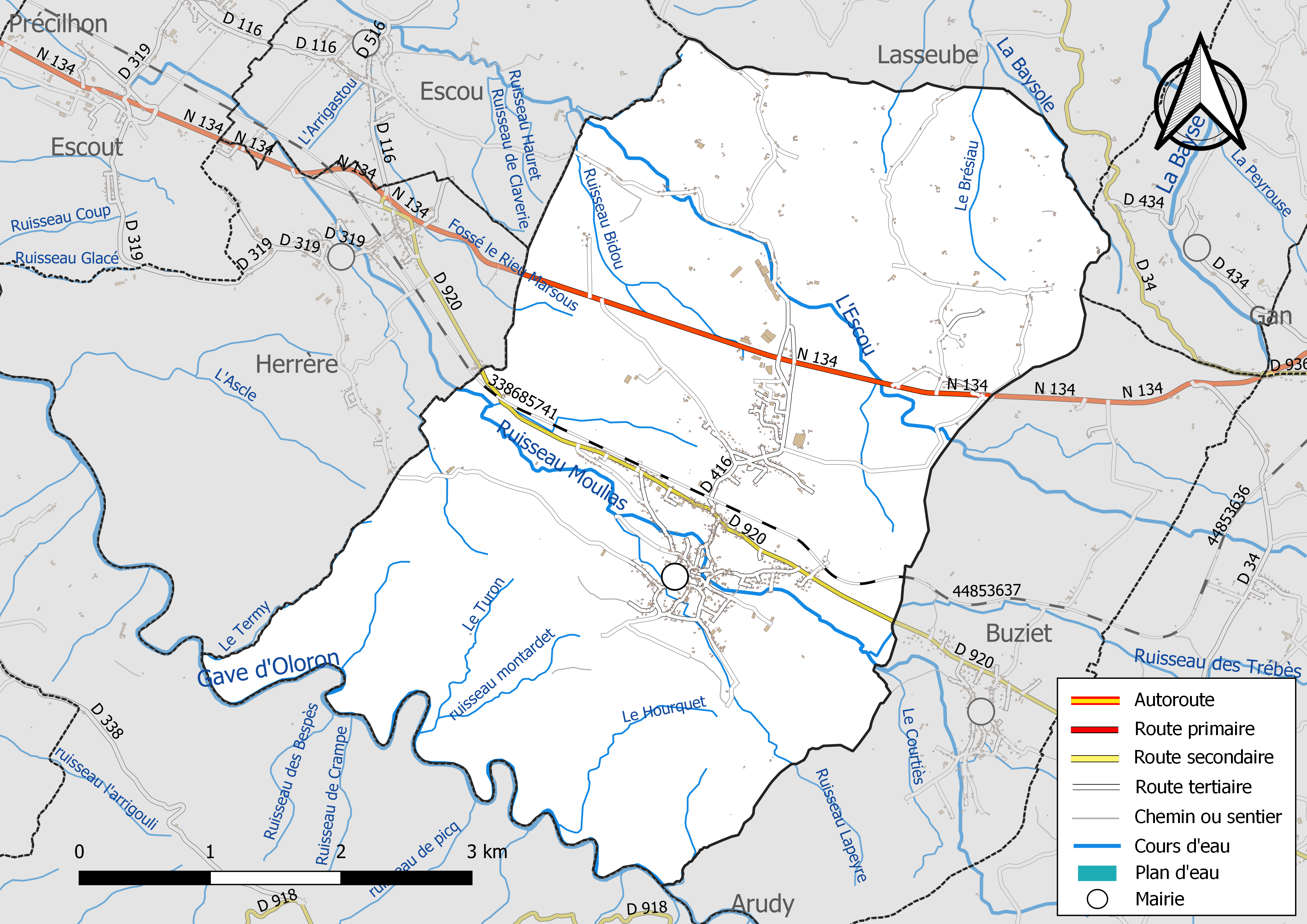
Réseaux hydrographique et routier d'Ogeu-les-Bains.

La commune est drainée par le gave d'Oloron, l'Escou, l'Arrigastoû, la Baysole, le ruisseau des Trébès, le fossé le Rieu Marsous, le Brésiau, le Hourquet, le Termy, le Turon, le ruisseau Bidou, le ruisseau Lapeyre, le ruisseau montardet, et par divers petits cours d'eau, constituant un réseau hydrographique de 32 km de longueur totale,.
Le gave d'Oloron, d'une longueur totale de 148,8 km, prend sa source dans la commune de Laruns et s'écoule vers le nord-ouest. Il traverse la commune et se jette dans le gave de Pau à Sorde-l'Abbaye, après avoir traversé 64 communes.
L'Escou, d'une longueur totale de 16,9 km, prend sa source dans la commune de Buzy et s'écoule du sud-est vers le nord-ouest. Il traverse la commune et se jette dans le gave d'Oloron à Estos, après avoir traversé 9 communes.
L'Arrigastoû, d'une longueur totale de 11,9 km, prend sa source dans la commune de Buzy et s'écoule du sud-est vers le nord-ouest. Il traverse la commune et se jette dans le gave d'Ossau à Escout, après avoir traversé 6 communes.

### Climat
Pour des articles plus généraux, voir Climat de la Nouvelle-Aquitaine et Climat des Pyrénées-Atlantiques.
Historiquement, la commune est exposée à un climat de montagne.  
En 2020, Météo-France publie une typologie des climats de la France métropolitaine dans laquelle la commune est toujours exposée à un climat de montagne et est dans la région climatique Pyrénées atlantiques, caractérisée par une pluviométrie élevée (>1 200 mm/an) en toutes saisons, des hivers très doux (7,5 °C en plaine) et des vents faibles.
Pour la période 1971-2000, la température annuelle moyenne est de 12,5 °C, avec une amplitude thermique annuelle de 13,7 °C. Le cumul annuel moyen de précipitations est de 1 398 mm, avec 11,7 jours de précipitations en janvier et 9,2 jours en juillet. Pour la période 1991-2020, la température moyenne annuelle observée sur la station météorologique la plus proche, située sur la commune d'Oloron-Sainte-Marie à 10 km à vol d'oiseau, est de 13,1 °C et le cumul annuel moyen de précipitations est de 1 491,4 mm,. Pour l'avenir, les paramètres climatiques de la commune estimés pour 2050 selon différents scénarios d’émission de gaz à effet de serre sont consultables sur un site dédié publié par Météo-France en novembre 2022.

### Milieux naturels et biodiversité

#### Espaces protégés
La protection réglementaire est le mode d’intervention le plus fort pour préserver des espaces naturels remarquables et leur biodiversité associée,.
Un  espace protégé est présent sur la commune : 
les « Zones humides de la Plaine d'Ogeu », un terrain acquis (ou assimilé) par un conservatoire d'espaces naturels, d'une superficie de 66,3 ha.

#### Réseau Natura 2000
Le réseau Natura 2000 est un réseau écologique européen de sites naturels d'intérêt écologique élaboré à partir des Directives « Habitats » et « Oiseaux », constitué de zones spéciales de conservation (ZSC) et de zones de protection spéciale (ZPS).
Trois sites Natura 2000 ont été définis sur la commune au titre de la « directive Habitats », : 
- « le gave d'Ossau », d'une superficie de 2 300 ha, un vaste réseau de torrents d'altitude et de cours d'eau de coteaux à très bonne qualité des eaux[24] ;
- le « gave de Pau », d'une superficie de 8 194 ha, un vaste réseau hydrographique avec un système de saligues[Note 4] encore vivace[25] ;
- « le gave d'Oloron (cours d'eau) et marais de Labastide-Villefranche », d'une superficie de 2 547 ha, une rivière à saumon et écrevisse à pattes blanches[26].

#### Zones naturelles d'intérêt écologique, faunistique et floristique
L’inventaire des zones naturelles d'intérêt écologique, faunistique et floristique (ZNIEFF) a pour objectif de réaliser une couverture des zones les plus intéressantes sur le plan écologique, essentiellement dans la perspective d’améliorer la connaissance du patrimoine naturel national et de fournir aux différents décideurs un outil d’aide à la prise en compte de l’environnement dans l’aménagement du territoire.
Une ZNIEFF de type 1 est recensée sur la commune, : 
les « tourbières, landes et rives boisées de la vallée de l'Escou » (163,03 ha), couvrant 3 communes du département et deux ZNIEFF de type 2,, : 
- les « coteaux et vallées "bocagères" du Jurançonnais » (20 986,16 ha), couvrant 23 communes du département[29] ;
- le « réseau hydrographique du gave d'Oloron et de ses affluents » (6 885,32 ha), couvrant 114 communes dont 2 dans les Landes et 112 dans les Pyrénées-Atlantiques[30].

## Urbanisme

### Typologie
Au 1er janvier 2024, Ogeu-les-Bains est catégorisée commune rurale à habitat dispersé, selon la nouvelle grille communale de densité à sept niveaux définie par l'Insee en 2022.
Elle est située hors unité urbaine. Par ailleurs la commune fait partie de l'aire d'attraction de Pau, dont elle est une commune de la couronne,. Cette aire, qui regroupe 227 communes, est catégorisée dans les aires de 200 000 à moins de 700 000 habitants,.

### Occupation des sols

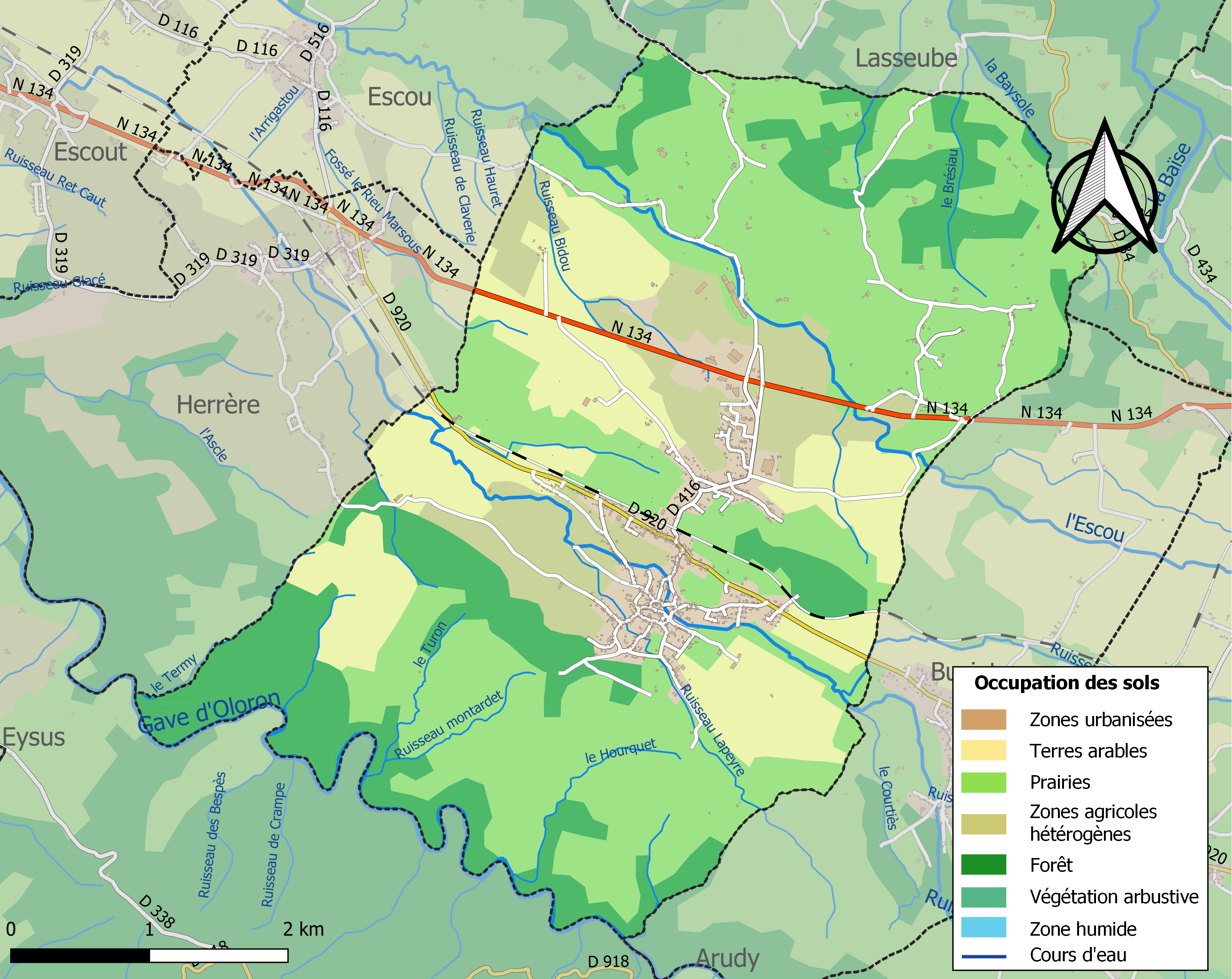
Carte des infrastructures et de l'occupation des sols de la commune en 2018 (CLC).

L'occupation des sols de la commune, telle qu'elle ressort de la base de données européenne d’occupation biophysique des sols Corine Land Cover (CLC), est marquée par l'importance des territoires agricoles (74,8 % en 2018), en diminution par rapport à 1990 (76,7 %). La répartition détaillée en 2018 est la suivante : 
prairies (45,9 %), forêts (19,1 %), terres arables (18,4 %), zones agricoles hétérogènes (10,4 %), zones urbanisées (4,6 %), zones industrielles ou commerciales et réseaux de communication (1,5 %). L'évolution de l’occupation des sols de la commune et de ses infrastructures peut être observée sur les différentes représentations cartographiques du territoire : la carte de Cassini (XVIIIe siècle), la carte d'état-major (1820-1866) et les cartes ou photos aériennes de l'IGN pour la période actuelle (1950 à aujourd'hui).

### Lieux-dits et hameaux
- Hameau ;
- les Fontaines ;
- Lanne-Sèque ;
- le Village ;
- le Bois.

### Risques majeurs
Le territoire de la commune d'Ogeu-les-Bains est vulnérable à différents aléas naturels : météorologiques (tempête, orage, neige, grand froid, canicule ou sécheresse), inondations, feux de forêts et séisme (sismicité moyenne). Il est également exposé à un risque technologique,  le transport de matières dangereuses, et à un risque particulier : le risque de radon. Un site publié par le BRGM permet d'évaluer simplement et rapidement les risques d'un bien localisé soit par son adresse soit par le numéro de sa parcelle.

#### Risques naturels
Certaines parties du territoire communal sont susceptibles d’être affectées par le risque d’inondation par une crue torrentielle ou à montée rapide de cours d'eau, notamment le gave d'Oloron, l'Escou et le ruisseau Moulias. La commune a été reconnue en état de catastrophe naturelle au titre des dommages causés par les inondations et coulées de boue survenues en 1982, 2009, 2014 et 2018 et au titre des inondations par remontée de nappe en 2014,.
Ogeu-les-Bains est exposée au risque de feu de forêt. En 2020, le premier plan de protection des forêts contre les incendies (PDPFCI) a été adopté pour la période 2020-2030. La réglementation des usages du feu à l’air libre et les obligations légales de débroussaillement dans le département des Pyrénées-Atlantiques font l'objet d'une consultation de public ouverte du 16 septembre au 7 octobre 2022,.

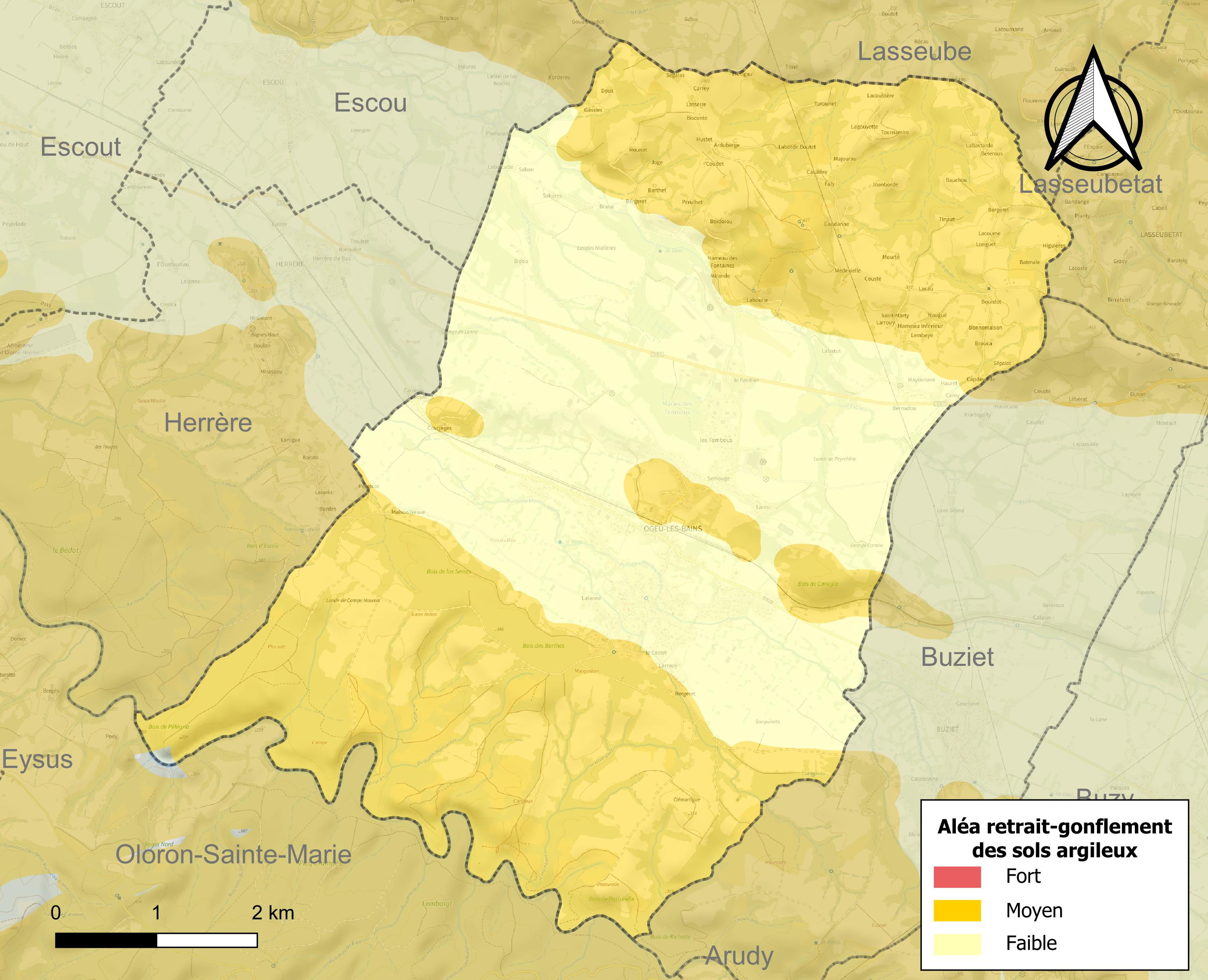
Carte des zones d'aléa retrait-gonflement des sols argileux d'Ogeu-les-Bains.

Le retrait-gonflement des sols argileux est susceptible d'engendrer des dommages importants aux bâtiments en cas d’alternance de périodes de sécheresse et de pluie. 58,1 % de la superficie communale est en aléa moyen ou fort (59 % au niveau départemental et 48,5 % au niveau national). Depuis le 1er octobre 2020, en application de la loi ELAN, différentes contraintes s'imposent aux vendeurs, maîtres d'ouvrages ou constructeurs de biens situés dans une zone classée en aléa moyen ou fort,.

#### Risque particulier
Dans plusieurs parties du territoire national, le radon, accumulé dans certains logements ou autres locaux, peut constituer une source significative d’exposition de la population aux rayonnements ionisants. Selon la classification de 2018, la commune d'Ogeu-les-Bains est classée en zone 2, à savoir zone à potentiel radon faible mais sur lesquelles des facteurs géologiques particuliers peuvent faciliter le transfert du radon vers les bâtiments.

## Toponymie
Le toponyme Ogeu apparaît sous les formes Oyeup (1376, montre militaire de Béarn), Oyeu (1385, censier de Béarn), Sancti Justus et Pastor d'Ogeu (1654, insinuations du diocèse d'Oloron), Ougeu (1675, réformation de Béarn) et Augeu (1758, dénombrement de Lucq).

## Histoire
Paul Raymond note qu'en 1385, Ogeu comptait 40 feux et dépendait du bailliage d'Oloron.
D'après le dictionnaire de béarnais de Vastin Lespi (1858), les landes d'Ogeu était réputées pour abriter des brouxes (« sorcières »).

## Politique et administration
| Période  | Période  | Identité                     | Étiquette | Qualité |
| -------- | -------- | ---------------------------- | --------- | ------- |
| 1790     | 1791     | Joseph Marquisat             |           |         |
| 1792     | 1798     | Justi Paren                  |           |         |
| 1799     | 1807     | Laurent Lapenne              |           |         |
| 1808     | 1812     | François Darribager          |           |         |
| 1813     | 1814     | Jean Somps                   |           |         |
| 1814     | 1815     | François Darribager          |           |         |
| 1815     | 1815     | P. Marquisat Saint-Pé        |           |         |
| 1816     | 1831     | Jean Somps                   |           |         |
| 1832     | 1852     | Jean Bimat-Pintre            |           |         |
| 1852     | 1857     | Jean Husté-Mirassou          |           |         |
| 1857     | 1872     | François Daufy               |           |         |
| 1873     | 1873     | Pasteur Penen-Larrouy        |           |         |
| 1874     | 1874     | Simon Magendie-Coudanne      |           |         |
| 1874     | 1877     | Pasteur Penen-Larrouy        |           |         |
| 1878     | 1878     | Grat Husté-Mirassou          |           |         |
| 1879     | 1880     | Raymond Condou               |           |         |
| 1881     | 1883     | Jean Somps                   |           |         |
| 1883     | 1884     | Jean Lacourrèges             |           |         |
| 1884     | 1892     | Pierre Anglade               |           |         |
| 1892     | 1919     | Fernand Berdolou             |           |         |
| 1919     | 1925     | Jean Loustaunau-Bergeret     |           |         |
| 1925     | 1929     | François Escoubès-Lassalette |           |         |
| 1929     | 1932     | Jean Louhaur-Lanne           |           |         |
| 1932     | 1935     | François Escoubès-Lassalette |           |         |
| 1935     | 1958     | Arthur Biers                 |           |         |
| 1959     | 1977     | Mario Santiago               |           |         |
| 1977     | mai 2020 | Michel Lauronce              |           |         |
| mai 2020 | En cours | Marc Oxibar                  | LR        |         |

### Intercommunalité
La commune fait partie de trois structures intercommunales :
- la communauté de communes du Haut Béarn ;
- le syndicat AEP d'Ogeu-les-Bains ;
- le syndicat d’énergie des Pyrénées-Atlantiques.

La commune accueille le siège du syndicat AEP d'Ogeu-les-Bains.

## Population et société

### Démographie
L'évolution du nombre d'habitants est connue à travers les recensements de la population effectués dans la commune depuis 1793. Pour les communes de moins de 10 000 habitants, une enquête de recensement portant sur toute la population est réalisée tous les cinq ans, les populations de référence des années intermédiaires étant quant à elles estimées par interpolation ou extrapolation. Pour la commune, le premier recensement exhaustif entrant dans le cadre du nouveau dispositif a été réalisé en 2004.

En 2022, la commune comptait 1 274 habitants, en évolution de −1,62 % par rapport à 2016 (Pyrénées-Atlantiques : +3,78 %, France hors Mayotte : +2,11 %).
| 1793  | 1800  | 1806  | 1821  | 1831  | 1836  | 1841  | 1846  | 1851  |
| ----- | ----- | ----- | ----- | ----- | ----- | ----- | ----- | ----- |
| 1 536 | 1 173 | 1 360 | 1 663 | 1 670 | 1 698 | 1 605 | 1 708 | 1 613 |

| 1856  | 1861  | 1866  | 1872  | 1876  | 1881  | 1886  | 1891  | 1896  |
| ----- | ----- | ----- | ----- | ----- | ----- | ----- | ----- | ----- |
| 1 605 | 1 498 | 1 474 | 1 375 | 1 362 | 1 332 | 1 324 | 1 217 | 1 208 |

| 1901  | 1906  | 1911  | 1921  | 1926  | 1931 | 1936 | 1946 | 1954 |
| ----- | ----- | ----- | ----- | ----- | ---- | ---- | ---- | ---- |
| 1 150 | 1 113 | 1 094 | 1 020 | 1 006 | 953  | 830  | 852  | 845  |

| 1962 | 1968 | 1975 | 1982  | 1990  | 1999  | 2004  | 2006  | 2009  |
| ---- | ---- | ---- | ----- | ----- | ----- | ----- | ----- | ----- |
| 884  | 823  | 824  | 1 042 | 1 085 | 1 084 | 1 106 | 1 115 | 1 197 |

| 2014  | 2019  | 2022  | - | - | - | - | - | - |
| ----- | ----- | ----- | - | - | - | - | - | - |
| 1 286 | 1 276 | 1 274 | - | - | - | - | - | - |

## Économie
Le village d'Ogeu-les-Bains est connu pour son eau minérale dont les sources sont découvertes au Moyen Âge. En 1820, le docteur Casamayor, médecin d'Oloron en acquiert la propriété et fonde un établissement thermal. L'autorisation d'« exploiter et livrer au public l’eau d’Ogeu, comme eau minérale naturelle » est donnée en 1880 par l'académie nationale de médecine. La Société des eaux minérales d'Ogeu (SEMO) est créée en 1943. Entre 1955 et 1971, la société commercialise une limonade dans des bouteilles à capsule en porcelaine et au verre gravé. Dans les années 1990 l'eau d'Ogeu est reconnue « eau de source de montagne » et la société commercialise l'eau minérale gazeuse puis, au début des années 2000, les eaux gazeuses aromatisées. Dans les années 2010, ses produits s'étendent aux eaux plates, pétillantes, boissons sans sucres ajoutés, limonades, sodas et boissons à base de jus de fruits.
L'activité économique du village est principalement agricole (polyculture, élevage, pâturages). La « ferme Balesta » fabrique des produits à partir du lait de jument, l'entreprise Henri Arribe fabrique et commercialise du fromage. La commune fait partie de la zone d'appellation de l'ossau-iraty.
Cependant de nombreuses entreprises sont implantées telles que :
- PCC France, fonderie aéronautique de précision (titanes, aciers et super-alliages), filiale de PCC (Precision Castparts Corporation), entreprise américaine, qui est le no 1 mondial de la fonderie titane pour l'aéronautique ;
- SEMO-Film (emballages en matières plastiques) ;
- Brodmatic (broderie, marquage textile) ;
- Ho-Light (appareils d'éclairage) ;
- Moludo (jouets et mobiliers en bois) ;
- Transports JC. Abadie (transport de marchandises) ;
- Transports B. Sindicq (transport de voyageurs) ;
- Pyrénées-Tourbes (tourbière) ;
- Jean Salet Entreprise (menuiserie industrielle) ;
- MD Usinage (bureau d'étude).

Un atelier de tissage à la main, l'atelier Mayalen, est implanté à Ogeu depuis 1972.
Une gare SNCF est en service sur la ligne Pau-Canfranc.

## Équipements

### Enseignement
L'école primaire d'Ogeu-les-Bains comprend également une garderie pour les tout petits.

### Sports
La commune dispose d'équipements sportifs tels qu'un stade de rugby avec tribunes et vestiaires, un dojo, une salle polyvalente multisports avec un mur à gauche et un fronton.
Ogeu-les-bains possède son club de rugby à XV, l'A.S. Ogeu XV. Créé dans les années 1970, il a fusionné avec l'A.S. Ogeu XIII en 1998. Il a gagné le championnat de France de Rugby en 2e série en 2006 et en promotion Honneur Béarn en 2007. Cette équipe de rugby possède son club de supporters aux couleurs du village, les Rouges et Noirs.
De nombreuses autres associations sportives sont présentes dans le village, telles que le Judo Club ogeulois, Ogeu Cyclo-Sport, la Pelote Ogeuloise et O'Je Dance.

### Associations
- L'ADMR L'Ayguette (aide à domicile en milieu rural) ;
- L'AMAP (association pour le maintien d'une agriculture paysanne) ;
- L'Atelier de Buto (expression corporelle) ;
- La Petite Fabrique (expression artistique) ;
- Le club des aînés ruraux Erabounaygo ;
- L'association Perce-Neige Pyrénées ;
- La Farandole, association de parents d'élèves ;
- L'amicale des conscrits (organisation des fêtes du village) ;
- L'association des anciens combattants ;
- Ogeu au Fil du Temps ;
- La société de chasse d'Ogeu.
- Association Sports et Loisirs d'Ogeu les Bains : centre de Loisirs pour les 2 à 12 ans, yoga, Gym,....

## Culture locale et patrimoine

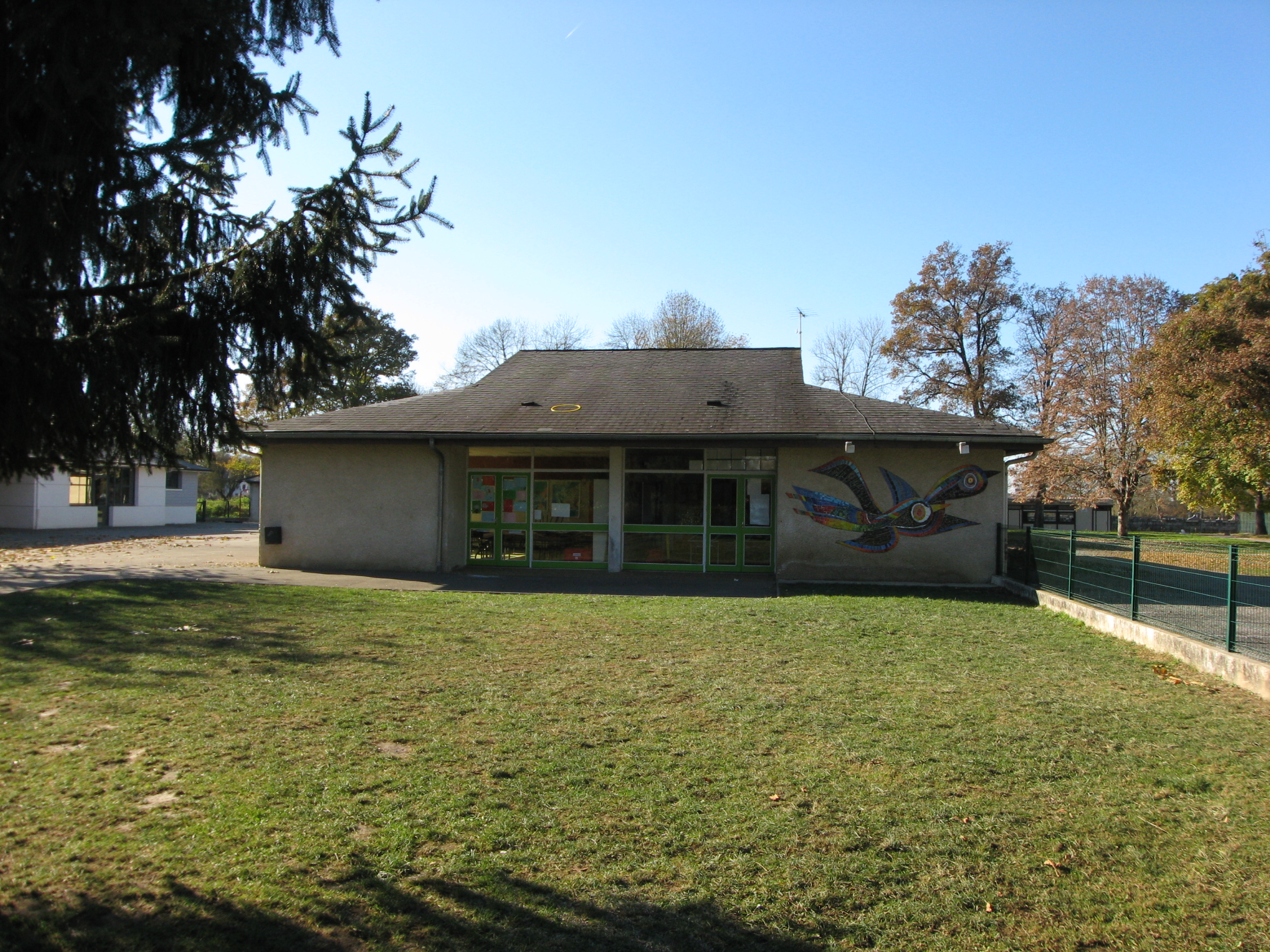
L'école.

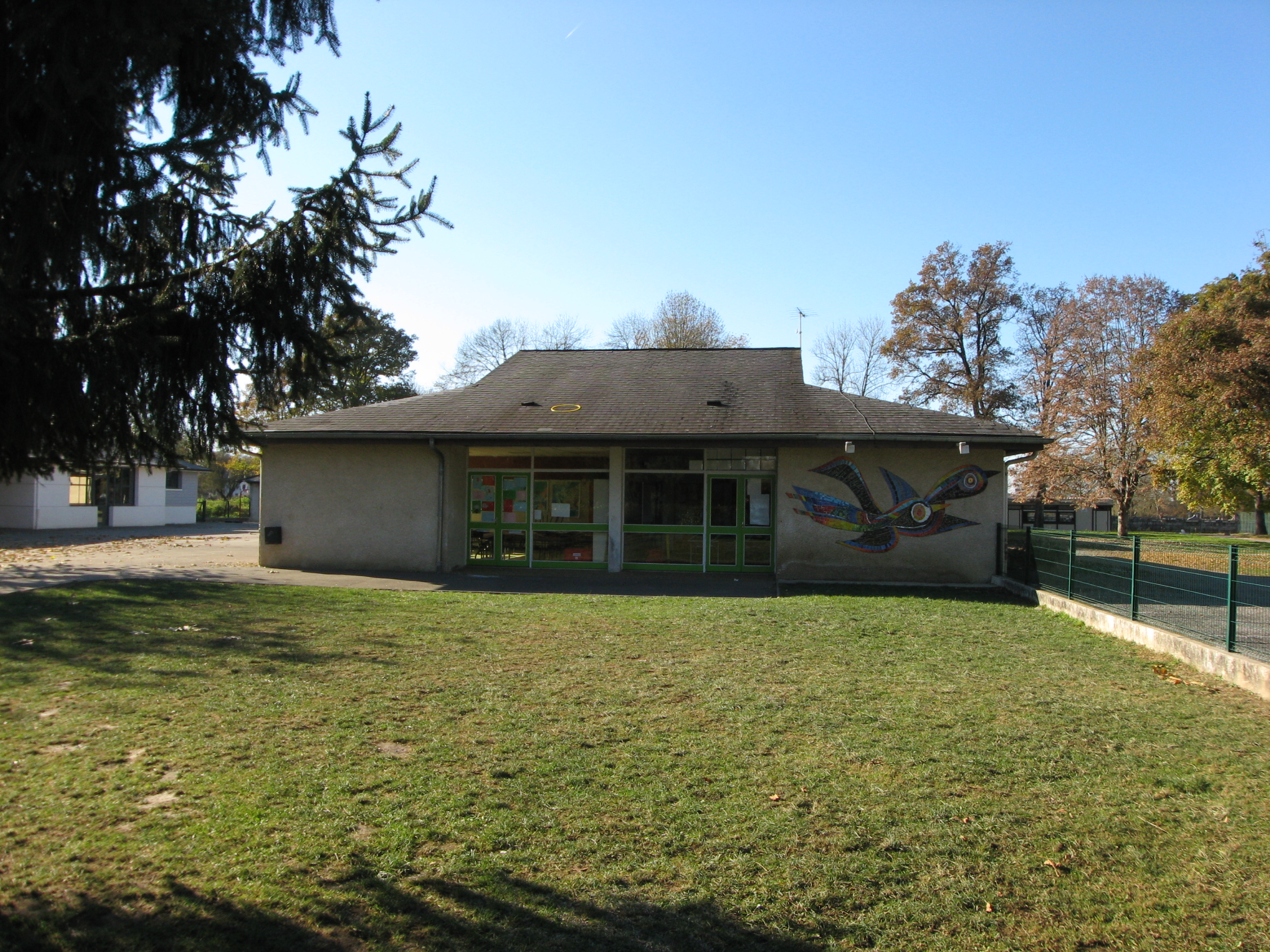
L'école.
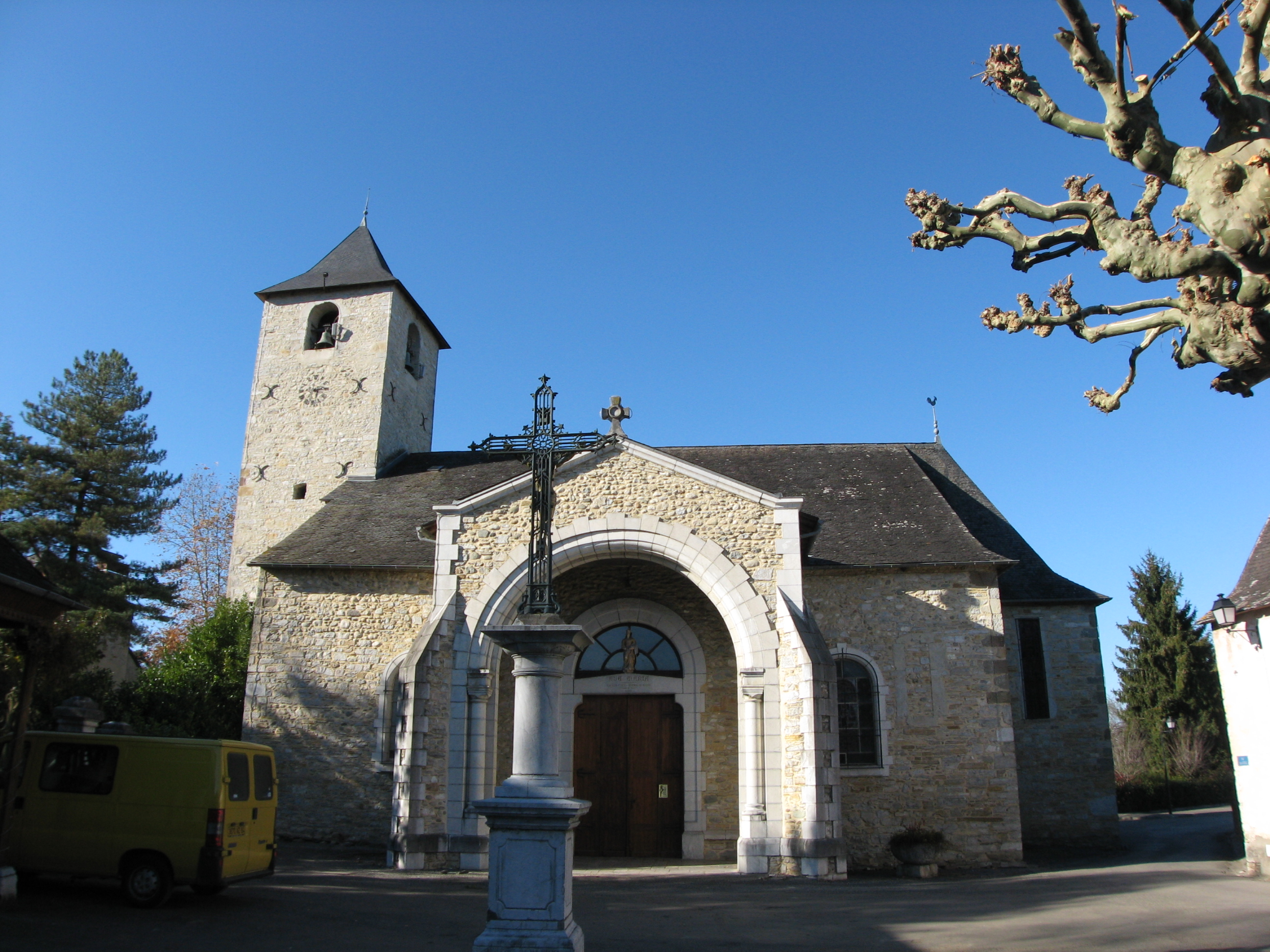
L'église Saint-Just.
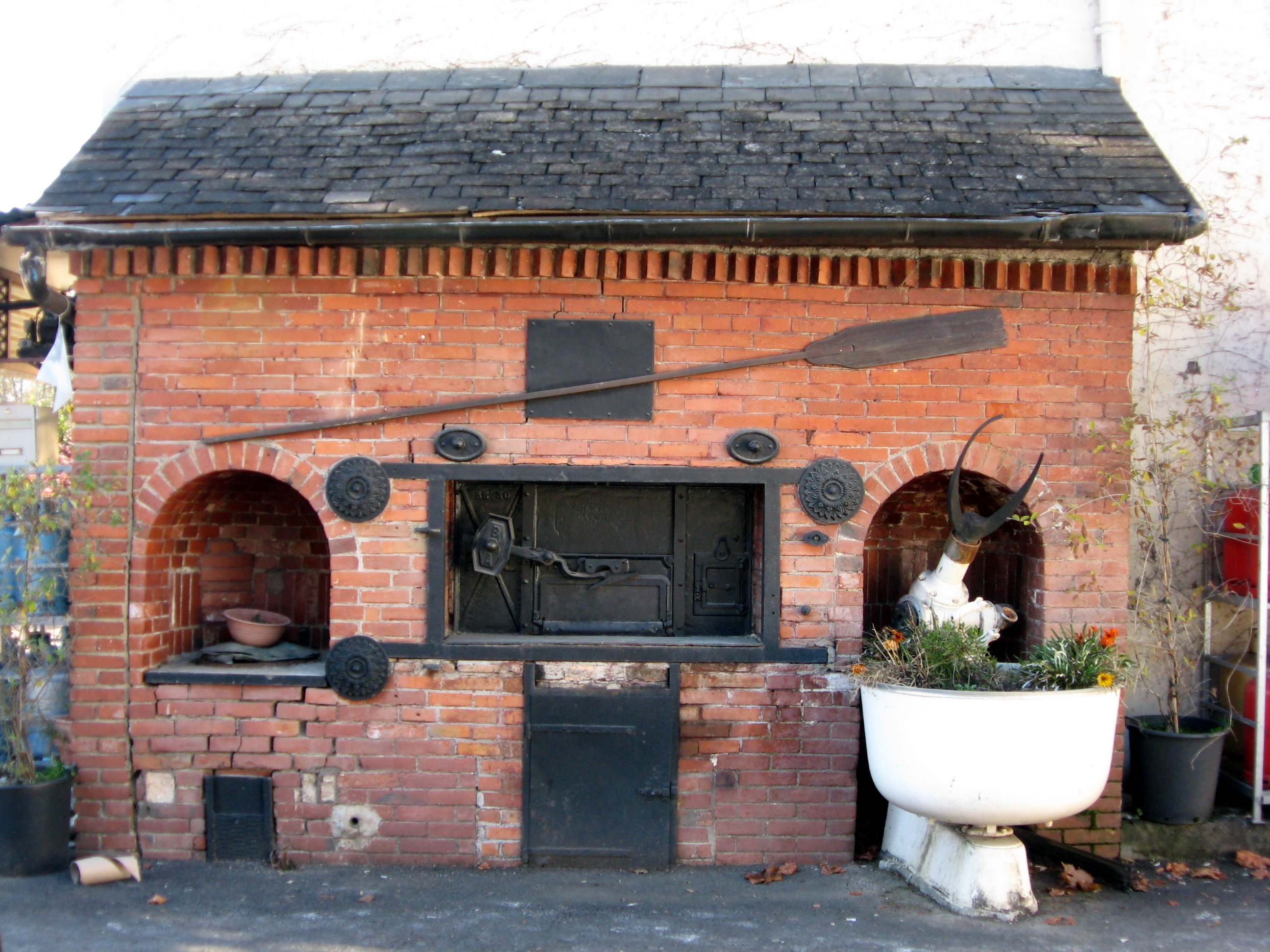
Le four banal.
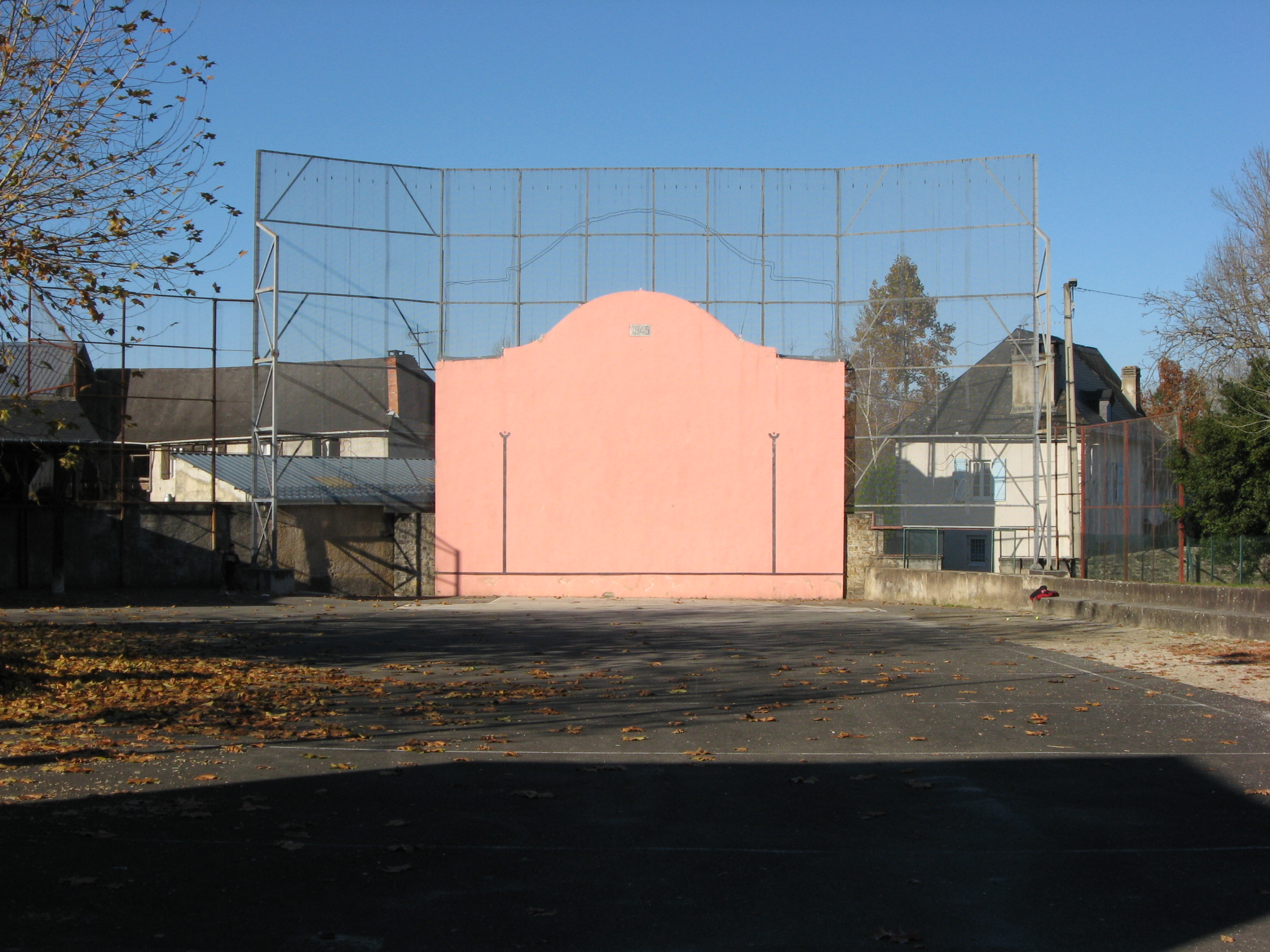
Le fronton.
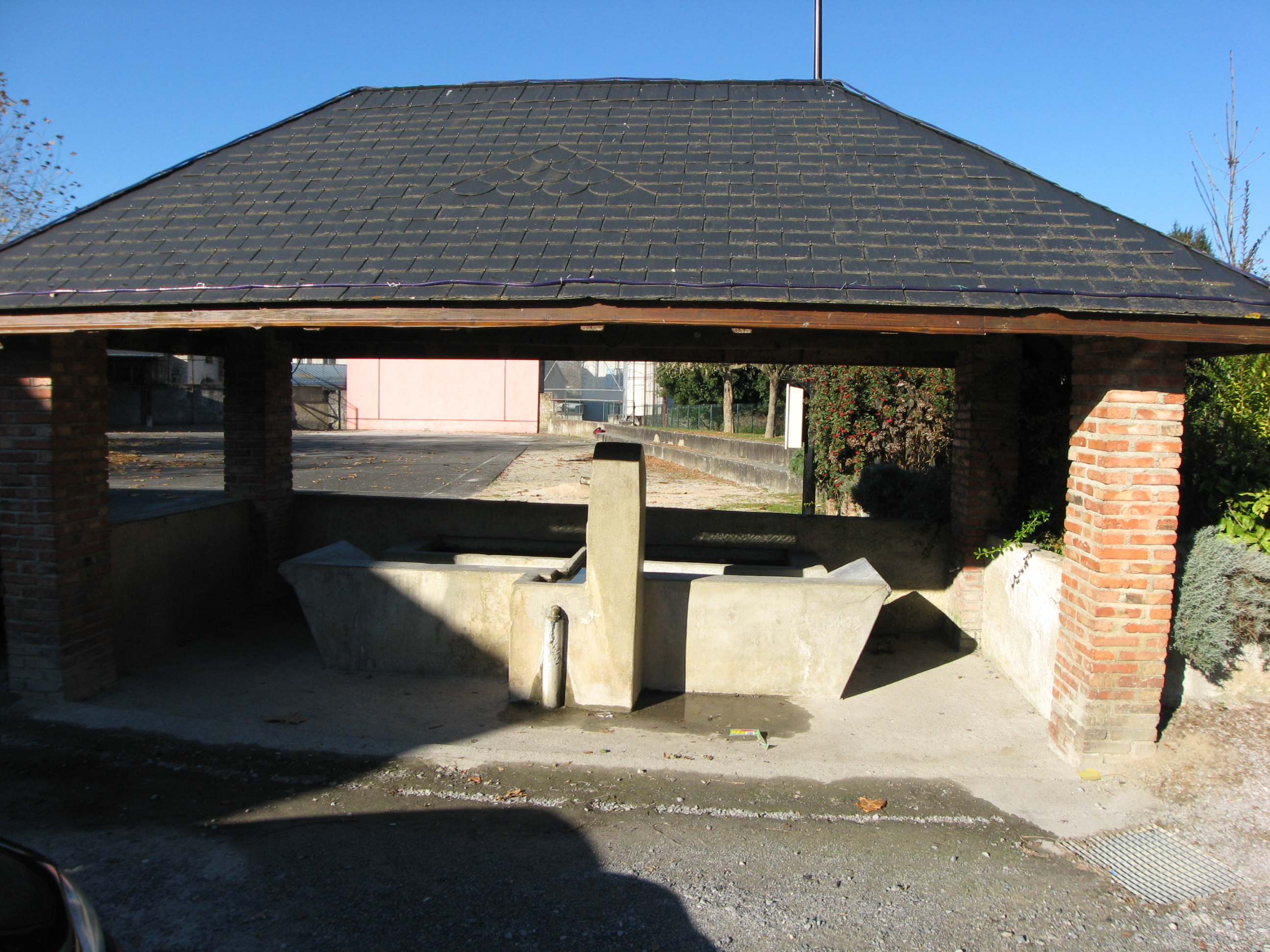
Le lavoir.
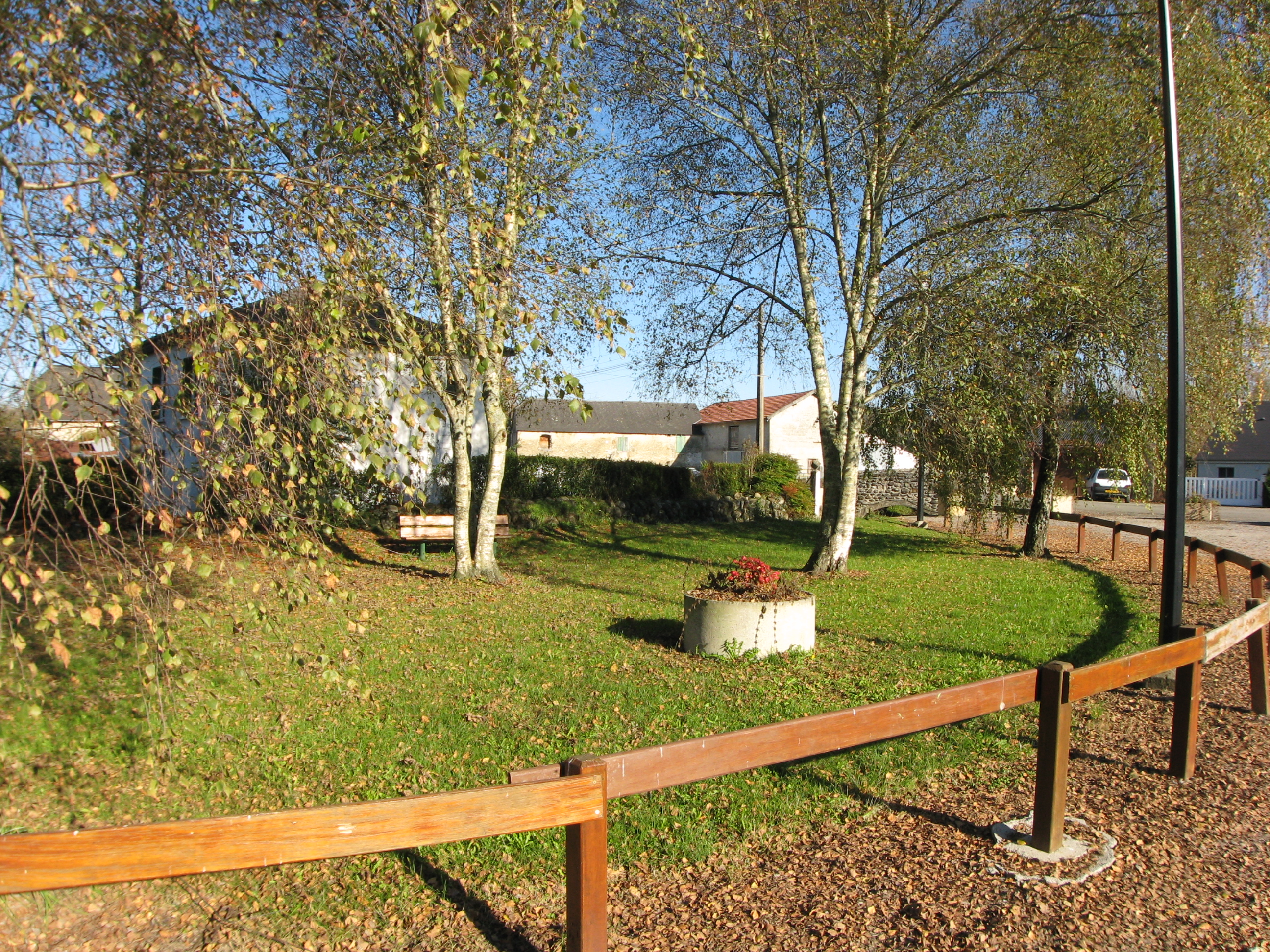
Le parc.

### Patrimoine religieux
L'église paroissiale Saint-Just date du XIXe siècle. En 1897, elle fut entièrement restaurée par l'architecte Philippe Leidenfrost. Sur la porte d'entrée, sous le porche, figure une inscription : « Ave Maria Lacaze Curé. Berdolou maire 1899 ».

## Personnalités liées à la commune
- Lino Ventura, fondateur de l’association Perce-Neige Pyrénées, a créé en 1988, à Ogeu-les-Bains, une structure d’accueil pour adultes handicapés mentaux.
- Christine Labadie-Larroudé est née à Ogeu-les-Bains. Elle a pratiqué le rugby à XV dès son plus jeune âge, dans son village avec son frère. Montée à Paris pour y exercer la profession de journaliste de sport, elle a joué troisième ligne aile à Soisy-sous-Montmorency (1982-1985), puis à Gennevilliers (1985-1989). Elle est l'autrice de plusieurs livres traitant de sport (rugby, football, tennis) dans la collection « Castor Doc » aux éditions Flammarion.
- Le chanoine Arthur Biers (1888-1982) fut maire d'Ogeu pendant la Seconde Guerre mondiale. Son intervention permit d'éviter la construction dans le village d'Ogeu-les-Bains d'un « camp de concentration » pour les miliciens espagnols. Il aurait déclaré que les terrains de sa commune étaient des « fougeraies qui servent de lieu de pacage aux troupeaux. Leur enlever serait léser les paysans du village ». Le camp fut finalement construit à Gurs.